# Eva Malmquist
Eva Sofia Heerberger, känd under tidigare namnet Eva Malmquist, ogift Lagerström, född 10 oktober 1905 i Örebro, död 31 juli 1985 i Västerleds församling i Stockholm, var en svensk författare och skådespelare. 
Eva Malmquist var dotter till fabrikören Hjalmar Lagerström och Agda Hallin. Malmquist avlade studentexamen 1929 och studerade vid Sorbonne samt bedrev teaterstudier. Hon gav ut nio böcker under tiden 1945–1964, flera av dem för barn och ungdom.
Hon var gift första gången 1931–1948 med regissören Sandro Malmquist (1901–1992) och andra gången 1949 med författaren Arvid Brenner (pseudonym för Helge Heerberger) (1907–1975). Eva Malmquist är begravd på Råcksta begravningsplats.

## Teater

### Roller (ej komplett)
| År   | Roll                       | Produktion                                                         | Regi             | Teater                  |
| ---- | -------------------------- | ------------------------------------------------------------------ | ---------------- | ----------------------- |
| 1929 |                            | Passagerare byta tåg Oscar Rydqvist                                | Sandro Malmquist | Sandro Malmquist-turnén |
| 1934 | Sonhustrun                 | Leka med elden August Strindberg                                   | Sandro Malmquist | Oscarsteatern           |
| 1934 |                            | Det framtvingade giftermålet (Le Mariage forcé) Moliére            | Sandro Malmquist | Oscarsteatern           |
| 1936 | Teresa                     | Cirkus Sanger (The Constant Nymph) Margaret Kennedy och Basil Dean | Sandro Malmquist | Nya Teatern             |
| 1936 | Kvinnan                    | Venusspelet (L'Ennemie) André-Paul Antoine                         | Sandro Malmquist | Nya Teatern             |
| 1936 | Maria                      | Senapskornet Ebbe Linde                                            | Sandro Malmquist | Nya Teatern             |
| 1936 | Vita anden                 | Mjölnarprinsen (Skyddsängeln) Zacharias Topelius                   | Sandro Malmquist | Nya Teatern             |
| 1937 | Hermione                   | En saga för vintern (The Winter's Tale) William Shakespeare        | Sandro Malmquist | Nya Teatern             |
| 1937 | Migo                       | Petrus den lycklige (Pétrus) Marcel Achard                         | Sandro Malmquist | Nya Teatern             |
| 1937 | Phyllis Manton             | Medelålders dam reser hem (All Rights Reserved) Norman C. Hunter   | Sandro Malmquist | Nya Teatern             |
| 1937 | Alice                      | Min frihet (Ma liberté) Denys Amiel                                | Sandro Malmquist | Nya Teatern             |
| 1937 | Liesel                     | Regnrocken (Don Juans Regenmantel) Gregor Schmitt                  | Sandro Malmquist | Nya Teatern             |
| 1937 | Lilith Modern              | Holländarn August Strindberg                                       | Sandro Malmquist | Nya Teatern             |
| 1938 | Zoe St. Merryn Carol Churt | Vi gentlemän (This Was a Man) Noël Coward                          | Sandro Malmquist | Nya Teatern             |
| 1938 | Julie                      | Liliom Ferenc Molnár                                               | Sandro Malmquist | Nya Teatern             |
| 1938 | Bunty                      | Virveln (The Vortex) Noël Coward                                   | Sandro Malmquist | Nya Teatern             |
| 1938 | Medverkande                | Lyckan kommer, revy Alf Henrikson                                  | Sandro Malmquist | Nya Teatern             |
| 1939 | Eve Redman                 | Du är min (Tomorrow and Tomorrow) Philip Barry                     | Sandro Malmquist | Nya Teatern             |
| 1939 | Angelica                   | Segraren (Sejren) Kaj Munk                                         | Sandro Malmquist | Nya teatern             |
| 1939 | Ingenjörens fru            | Den ljusnande tid, revy Alf Henrikson                              | Sandro Malmquist | Nya Teatern             |
| 1939 | Kvinnan                    | Venusspelet (L'Ennemie) André-Paul Antoine                         | Sandro Malmquist | Nya Teatern             |
| 1939 | Fru Blomqvist              | Gamla glada tider: en Emil-Norlander-visans revy Sandro Malmquist  | Sandro Malmquist | Nya Teatern             |
| 1940 | Carol Churt                | Vi gentlemän (This Was a Man) Noël Coward                          | Sandro Malmquist | Nya Teatern             |
| 1940 | Lisette                    | Zic-Zac (Don Juans Regenmantel) Gregor Schmitt                     | Sandro Malmquist | Nya Teatern             |